# Amido resistente
L'amido resistente, abbreviato con l'acronimo di RS (dall'inglese Resistant starch), rappresenta quella frazione dell'amido che resiste al processo di idrolisi (digestione) da parte degli enzimi digestivi dell'intestino tenue. Esso può interamente o parzialmente fermentare nell'intestino crasso. Proprio per queste sue caratteristiche, alcuni dei suoi sottotipi (RS1 e RS2) sono considerati parte della fibra alimentare solubile. L'amido resistente costituisce circa il 10 % dell'amido consumato nella dieta media occidentale. Pare che l'amido resistente sia composto per il 100% da amilosio, la frazione dell'amido dalla struttura lineare, e più difficilmente attaccabile dagli enzimi digestivi, e come tale, meno digeribile.
Come per altri tipi di fibre solubili, la sua fermentazione porta alla produzione di acidi grassi a catena corta (SCFA) nel colon, tra i quali acido acetico, acido propionico, acido butirrico (quest'ultimo considerato il substrato energetico preferito per gli enterociti del colon).

## I quattro tipi
L'amido resistente può essere suddiviso in 4 sottocategorie a seconda delle caratteristiche. I tipi RS1 e RS2 possono essere considerate parte della fibra alimentare solubile, mentre RS3 e RS4 sono parte della fibra funzionale.
- RS1 (amidi fisicamente inclusi): questo gruppo è costituito da quegli amidi in cui i granuli amidacei sono fisicamente inclusi nella matrice alimentare in modo da renderli inaccessibili agli enzimi idrolitici presenti nell'apparato digerente. Questo avviene ad esempio nel caso dell'orzo e dell'avena quando questi non vengono macinati.

- RS2 (amido granulare nativo): i granuli di alcuni amidi nativi resistono all'attacco dall'α-amilasi. Ciò è probabilmente correlato alla compattezza della struttura parzialmente cristallina, ma questa può essere alterata dai processi di gelatinizzazione o gelificazione che lo rendono digeribile. Tale processo avviene ad esempio nella fase di cottura di un cibo amidaceo o a seguito del processo tecnologico a cui è sottoposto. Gli amidi che hanno subito un processo di gelatinizzazione risultano generalmente più facilmente digeribili. Ciò accade nel caso di alcuni tuberi di patata o nelle banane acerbe che vengono resi attaccabili dall'α-amilasi se precedentemente gelatinizzati.

- RS3 (amido retrogradato): questo tipo di amido è reso resistente a seguito del processo di retrogradazione che si verifica successivamente alla fase di gelatinizzazione e cottura dell'amido. Questo tipo di amido risulta meno digeribile ed in grado di raggiungere il colon praticamente intatto dove può essere fermentato dalla flora batterica come accade per la fibra solubile.

- RS4 (amido chimicamente trasformato): è un tipo di amido che viene trasformato tramite processi chimici come l'esterificazione o l'eterificazione, o per l'instaurarsi di legami crociati.